# Tangamong Lake
Tangamong Lake är en sjö i Kanada.   Den ligger i countyt Hastings County och provinsen Ontario, i den sydöstra delen av landet, 190 km väster om huvudstaden Ottawa. Tangamong Lake ligger 271 meter över havet. Arean är 1,4 kvadratkilometer. Den sträcker sig 2,9 kilometer i nord-sydlig riktning, och 2,0 kilometer i öst-västlig riktning.
I omgivningarna runt Tangamong Lake växer i huvudsak blandskog. Runt Tangamong Lake är det mycket glesbefolkat, med 3 invånare per kvadratkilometer.